# 美利堅聯盟國戰爭部長
邦聯戰爭部長（英語：Confederate States Secretary of War）又稱聯盟國戰爭部長，在美國內戰期間，聯盟國戰爭部長是傑佛遜·戴維斯總統內閣的成員。戰爭部長是聯盟國戰爭部的負責人。該職位於1865年5月結束，當時聯盟國在約翰·C·布雷肯里奇任職期間崩潰。

## 歷史
聯盟國總統傑佛遜·戴維斯是合眾國第23任戰爭部長，從1853年3月7日到1857年3月4日在合眾國總統富蘭克林·皮爾斯手下任職。但是，他從未在南部邦聯各州擔任過這一職務。

### 滅亡
隨著戰爭的瓦解，戴維斯於1865年2月任命約翰·C·布雷肯里奇，此時距離軍隊投降還有三個月。布雷肯里奇的強有力的領導導致了供應和戰略的改善，但在南部邦聯軍隊的嚴峻形勢下，他的大部分貢獻微乎其微。他最重要的貢獻是反對通過“游擊戰爭”來延長邦聯的統治。隨著美利堅聯盟國投降，布雷肯里奇逃離了這個國家，辭去了職務，成為最後一位邦聯戰爭部長

## 戰爭部長列表
| No. | 肖像 | 名稱 （出生-死亡）                         | 任期           | 任期           | 任期             | 任期     | 政黨   |
| No. | 肖像 | 名稱 （出生-死亡）                         | 上任           | 離職           | 原因             | 在职时间 | 政黨   |
| --- | ---- | ------------------------------------------ | -------------- | -------------- | ---------------- | -------- | ------ |
| 1   |      | 勒羅伊·波普·沃克 （1817年–1884年）         | 1861年2月25日  | 1861年9月16日  | 健康             | 203天    | 民主黨 |
| 2   |      | 猶大·P·本傑明 （1811年–1884年）            | 1861年9月17日  | 1862年3月24日  | 晉升至邦聯國務卿 | 188天    | 民主黨 |
| 3   |      | 喬治·W·蘭道夫 （1818年–1867年）            | 1862年3月24日  | 1862年11月15日 | 健康、結核病     | 236天    | 民主黨 |
| 4   |      | 詹姆斯·塞登 （1815年–1880年）              | 1862年11月21日 | 1865年2月5日   | 辭職退休         | 2年76天  | 民主黨 |
| 5   |      | 大將軍 約翰·C·布雷肯里奇 （1821年–1875年） | 1865年2月6日   | 1865年5月10日  |                  | 93天     | 民主黨 |

## 参見
- 合眾國戰爭部長